# Dornröschen war ein schönes Kind (Roman)
Dornröschen war ein schönes Kind (im englischen Original: Sleeping Beauty) ist ein Kriminalroman von Ross Macdonald aus dem Jahr 1973. Die deutsche Übersetzung stammt von Günter Eichel.

## Inhalt
In dem Roman geht es um eine vermisste junge Frau namens Lauren. Privatdetektiv Archer soll sie finden, da sie selbstmordgefährdet ist und mit einem Päckchen potentiell tödlicher Schlaftabletten verschwunden ist. Was am Beginn wie ein einfacher Suchauftrag aussieht, wird bald durch eine Entführung und mehrere vorsätzliche Tötungen schwierig. Lew Archer muss tief in der Familiengeschichte graben und entdeckt dabei einige hässliche Geheimnisse.

## Ausgabe
- Ross Macdonald: Dornröschen war ein schönes Kind. 13. Auflage. Diogenes Verlag, 1999, ISBN 3-257-20227-X (englisch: Sleeping Beauty. Übersetzt von Günter Eichel, deutsche Erstausgabe 1975).